# Pedro Inácio de Araújo
Pedro Inácio de Araújo (Itabaiana/PB, 8 de junho de 1909 - desaparecido em 7 de Setembro de 1964), também conhecido como Pedro Fazendeiro, foi um sapateiro, camponês e sindicalista militante do Partido Comunista do Brasil, considerado o primeiro preso desaparecido, junto de seu amigo João Alfredo Dias (Nego Fubá), após o Golpe Militar de 1964. Era vice-presidente da Liga Camponesa de Sapé e membro da Federação das Ligas Camponesas.
Segundo o livro Torturas e Torturados, de Márcio Moreira Alves, teria desaparecido junto com João Alfredo Dias no 15° Regimento de Infantaria do Exército, em João Pessoa (PB), após terem sido liberados pelo regime no dia, 07 de Setembro de 1964.  Algum tempo depois, dois corpos foram encontrados carbonizados em uma estrada e testemunhas afirmaram tratar-se dos dois desaparecidos.
Foi reconhecido como morto, para todos os efeitos legais, por meio da Lei nº 9.140, de 4 de Dezembro de 1995.

## Prisão e Desaparecimento
O militante Pedro Inácio de Araújo foi considerado desaparecido logo após ser preso por agentes do Estado, em João Pessoa (Paraíba). Pedro Fazendeiro, ficou preso no quartel 15º RL, sob o comando do Major José Benedito do Montenegro dos Magalhães Cordeiro. Quando o regime militar foi instalado no Brasil, membros da Liga Camponesa sofreram forte repressão. Até hoje não há documentação que comprove a data da prisão do Fazendeiro, mas há uma que corrobora a prisão dele. 
Na audiência pública da A Comissão Nacional da Verdade (CNV), a Comissão Estadual da Verdade e da Preservação da Memória da Paraíba (CEV-PB), Josineide Araújo, filha do militante, declarou que o pai costumava ficar escondido com os amigos e mantinha pouco contato com a família. Ainda de acordo com ela, Pedro Fazendeiro decidiu se entregar ao Exército, por julgar ser mais seguro do que cair nas mãos do coronel de Polícia Luis de Barros. Entre as muitas palavras emocionantes que ela contou no depoimento, houve uma frase muito marcante: “em 2 abril de 1964 eu fiz 15 anos e meu pai já estava preso. Em 6 de setembro de 1964 foi a última vez que o vi, em João Pessoa”. 
Segundo ela, a família ficou em busca do pai por muitos anos até que um dia foi divulgado por um jornalista imagens de dois corpos encontrados próximos de Campina Grande, na Paraíba. Por meio da imagem, foi Josineide quem reconheceu o corpo de Pedro e junto do corpo dele estava também o do amigo João Alfredo Dias, também conhecido como Nego Fuba. Apesar de ter recebido indenização pela morte do pai, afirmou que gostaria que as buscas não tivessem a acabado e completou: “A ferida não tá fechada não, porque nunca fecha. Recebemos R$ 100 mil de indenização, mas nem R$ 100 bilhões seriam melhores do que tê-lo em casa, vivo”.
Neide Araújo, filha de Pedro Inácio de Araújo, relatou em audiência pública promovida pela Comissão Nacional da Verdade, que seu pai estava vivendo na clandestinidade, se escondendo em casas de amigos e tendo pouco contado com a família. Porém após algum tempo na clandestinidade, Pedro Fazendeiro, teria decidido se entregar as autoridades militares, já que tinha medo de sofrer injustiças, caso se entregasse a policia regional, que sofria forte influência dos latifundiários locais.
Pouco se sabe sobre o período em que ficou preso no 15º Regimento de Infantaria, no Bairro de Cruz das Armas, em João Pessoa. Mas em uma carta escrita pelo ex-vereador e ex-deputado estadual, Antônio Augusto Arroxelas, preso em Abril de 1964, para à Comissão Especial sobre Mortos e Desaparecidos Políticos (CEMDP), ele revela que esteve preso em uma das três celas reservadas para presos políticos considerados perigosos pelo regime, e que nas outras duas celas estavam Pedro Inácio de Araújo e João Alfredo Dias, ele também revela que “Pedro Fazendeiro e Nego Fubá foram liberados no dia 7 de setembro de 1964 e desapareceram depois que deixaram o 15º RI”.
O jornal Correio da Paraíba, no dia 10 de Setembro de 1964, divulgou o aparecimento de dois corpos perto da estrada que liga a cidade de Campina Grande a Caruaru. Os dois cadáveres estavam carbonizados e apresentavam sinais de agressão. Não era possível identificar os corpos, porém, se suspeitava-se tratar de Pedro Fazendeiro e Nego Fubá, tanto pelas semelhanças físicas, como também as vestimenta que os dois mortos estavam usando, idênticos aos que eram usados  na prisão.
No ano de 1995, foram feitas tentativas de encontrar e fazer a identificação dos dois corpos noticiados pelo jornal, mas as ações não obtiveram excito. As famílias dos dois camponeses ainda aguardam que os restos mortais sejam identificados para que possam, enfim, fazer o sepultamento de ambos.

## Homenagem
Por ter sido um dos primeiros desaparecidos da ditadura, o nome de Pedro foi dado a uma rua na cidade de Rio Pequeno, no interior do estado de São Paulo. Também teve uma homenagem parecida na Cidade onde morreu, João Pessoa, na Paraíba.